# Penisavund
Penisavund är en kvinnlig sexuell avund enligt en omstridd psykoanalytisk teori av Sigmund Freud. Enligt Freud upplever en kvinna penisavund under det stadium i hennes psykosexuella utveckling då hon upptäcker att hon saknar en kroppsdel: en penis. Kvinnan uppfattar därför sitt kön i termer av avsaknad av en kroppsdel, enligt Freud. Den parallella reaktionen hos män är rädslan för kastration (kastrationsångest); att upphöra vara det normala.
Fenomenen penisavund och kastrationsångest uppstår i det falliska utvecklingsstadiet varunder barn genomgår oidipus- eller elektrakomplex. Flickor upptäcker då att deras mamma har ett förbund till en man och att kvinnor har förbund med män. Detta blir ett hot i relationen till mamman, ett hot som baseras på avsaknad av penis. För pojkar uppstår tvärtom en insikt i att de som penisbärare har en speciell relation till kvinnor och deras positiva erfarenhet under det genitala stadiet kan bara hotas av motsatsen: kastration.